# Bitka pri Navarinu
Bitka pri Navarinu (turško Navarin deniz muharebesi) je bila pomorska bitka 20. oktobra 1827 v zalivu Navarino (sodobni Pilos) na zahodni obali polotoka Peloponeza v Jonskem morju. Bitka je bila del grške vojne za neodvisnost (1821-1832). V bitki se je flota Združenega kraljestva, Francije in Carske Rusije pod poveljstvom angleškega admirala Edvarda Codringtona spopadla z osmansko, egiptovsko in tunizijsko floto pod poveljstvom Ibrahim Paše in jo odločilno premagala. 
Bitka je bila zadnjih, v kateri so se spopadle izključno jadrnice, čeprav je bila večina ladij zasidranih. Zavezniki so zmagali predvsem zaradi mnogo večjega števila topov. Po zmagi so se izgledi za grško neodvisnost znatno povečali.
Med ladjami v bitki izstopa poveljniška ladja ruske flote Azov pod poveljstvom Mihaila Lazareva. Linijska ladja Azov je uničila pet sovražnikovih ladij, vključno s fregato poveljnika turške flote. Ladja je utrpela 153 strelov, od tega sedem pod vodno črto. Tokom bitke je bilo ubitih 24 mornarjev, ranjenih pa je bilo 61 mornarjev in šest častnikov. Za svoje zasluge v boju je bil Azov prvič v zgodovini Ruske vojne mornarice odlikovan z zastavo sv. Jurija na krmi.

## Politično ozadje
Evropske sile so se v grško vojno za neodvisnost vmešale predvsem zaradi širjenja Carske Rusije na račun propadajočega Osmanskega cesarstva. Ruske ambicije so štele za veliko geostrateško grožnjo, kateri se je pridružil strah po vzpostavitvi ruske hegemonije v vzhodnem Sredozemlju.  
Prevladujoči dejavnik za rusko podporo Grkom, ki so se leta 1821 uprli osmanski oblasti, je bila njihova pravoslavna vera. Velika Britanija in Francija sta se v vojno vmešali predvsem zato, da bi dosegli grško neodvisnost, vendar v okviru ozemeljsko celovitega Osmanskega cesarstva kot protiuteži Carske Rusije. 
Velike sile so se z Londonskim sporazumom leta 1827 dogovorile, da bodo prisilile Osmansko cesarstvo, da bo priznalo grško neodvisnost znotraj Osmanskega cesarstva in poslale svoje vojno ladjevje v vzhodno Sredozemlje. Bitka pri Navarinu je bila bolj naključna kot načrtovana. Zgodila se je kot poskus manevra admirala Edvarda Codringtona, s katerim je poskušal osmanskega komandanta prisiliti, da bi izpolnil navodila zaveznikov.

## Posledice
Potopitev osmanske sredozemske flote je preprečila razpad komaj rojene Grške republike, vendar je zahtevala še dve vojaški intervenciji: rusko-turško vojno 1828-1829 in francosko intervencijo na Peloponezu, s katero naj bi izrinili Osmane iz južne in osrednje Grčije in dokončno zagotovili grško neodvisnost.